# Торе деј Нолфи (Л'Аквила)
Торе деј Нолфи (итал. Torre dei Nolfi) је насеље у Италији у округу Л'Аквила, региону Абруцо.
Према процени из 2011. у насељу је живело 162 становника. Насеље се налази на надморској висини од 400 м.